# Jean Vallerey
Jean Vallerey (1925-1989) fue un deportista francés que compitió en natación. Ganó una medalla de plata en el Campeonato Europeo de Natación de 1947 en la prueba de 4 × 200 m libre.

## Palmarés internacional
| Campeonato Europeo | Campeonato Europeo  | Campeonato Europeo | Campeonato Europeo |
| Año                | Lugar               | Medalla            | Prueba             |
| ------------------ | ------------------- | ------------------ | ------------------ |
| 1947               | Montecarlo (Mónaco) | Medalla de plata   | 4 × 200 m libre    |